# Poisson-couteau brun africain
 (novembre 2018).
Si vous disposez d'ouvrages ou d'articles de référence ou si vous connaissez des sites web de qualité traitant du thème abordé ici, merci de compléter l'article en donnant les références utiles à sa vérifiabilité et en les liant à la section « Notes et références ».
Genre
Espèce
Statut de conservation UICN

LC : Préoccupation mineure
Le Poisson-couteau brun africain ou Poisson-couteau d'Afrique (Xenomystus nigri) est la seule espèce du genre Xenomystus, de la famille des Notopteridae.

## Anatomie et apparence
Ce poisson atteint 30 cm dans sa longueur standard. Le corps de ces poissons est inhabituel ; il est ventrolatéralement aplati et allongé, donnant l'apparence d'une lame de couteau. Les nageoires caudale et anale sont fusionnées et parcourent le ventre, de l'ouverture de la branchie jusqu'à l'extrémité pointue du corps, créant une nageoire escamotée uniforme. Cet appendice donne à l'animal un contrôle supérieur dans l'eau, lui permettant de se propulser en avant et en arrière avec un minimum de perte d'énergie. Les nageoires pelviennes sont extrêmement réduites et ne sont pas utilisés dans la locomotion. La nageoire dorsale est absente. Les nageoires pectorales du Poisson-couteau brun africain sont longues et conçues pour donner à l'animal un contrôle précis lorsqu'il nage. Elles sont souvent employées dans un mouvement circulaire, en conjonction avec la partie caudale de la nageoire anale quand le poisson se réfugie dans son antre.
Les écailles de poisson-couteau sont extrêmement petites, ce qui lui donne un aspect lisse, interrompu seulement par sa ligne latérale dominante. Excepté ses yeux, la ligne latérale est le système sensoriel le plus important du poisson-couteau. Le Poisson-couteau brun africain est nocturne et utilise des creux remplis de nerfs parcourant son corps pour naviguer dans les eaux sans lumière. En outre, les yeux de ce poisson sont relativement larges par rapport à sa taille. Ils fournissent donc à l'animal une excellente vision de nuit.
La bouche est grande et le poisson possède également une paire de courts barbillons utilisés pour chasse. Le poisson-couteau, lorsqu'il ne se cache pas, passe le plus clair de son temps à nager avec sa tête vers le bas et les barbillons à proximité du substrat. Combinés avec sa vision précise, les barbillons aident le poisson à localiser ses aliments.

## Distribution et habitat
Ce poisson se trouve dans les bassins du Tchad, Nil, Congo, Ogowe et Niger, ainsi que les bassins versants côtiers du Sierra Leone, Liberia, Togo, Bénin et Cameroun.
Ce poisson habite les eaux calmes avec de la végétation. Les femelles pondent de 150 à 200 œufs de 2 mm de diamètre. Cette espèce peut produire des sons d'aboiements. Ils viennent à la surface de temps en temps d'avaler de l'air. Ils se nourrissent de vers, crustacés, insectes et d'escargots.

## En aquarium
Cette espèce est parfois disponible à la vente comme poisson d'aquarium et est d'ailleurs populaire dans ce domaine depuis longtemps. Ce poisson évite la luminosité dans l'aquarium parce qu'il est essentiellement nocturne. Quand ils sont plus grands, ces poissons peuvent devenir des prédateurs pour les plus petits poissons de l'aquarium car ils ont une bouche relativement grande par rapport à leur taille. En groupe, ce poisson se comporte pacifiquement quand il est jeune. Cependant quand il vieillit, il devient un peu plus agressif envers ses semblables.

## Systématique
Le nom valide complet (avec auteur) de l'espèce est Xenomystus nigri (Günther, 1868), celui du genre est Xenomystus Günther, 1868.
L'espèce a été initialement classée dans le genre Notopterus sous le protonyme Notopterus nigri Günther, 1868.
Elle a pour synonymes :
- Notopterus nigri Günther, 1868
- Notopterus nili Steindachner, 1881
- Xenomystes nigri (Günther, 1868)

Le genre Xenomystus a pour synonyme Xenomystes.
Une autre espèce était classée dans ce genre, avant d'être reclassée dans le genre Hemipsilichthys : il s'agit de Hemipsilichthys gobio.